# Mazo
Mazo är en ort i Spanien.   Den ligger i provinsen Provincia de Santa Cruz de Tenerife och regionen Kanarieöarna, i den sydvästra delen av landet, 1 800 km sydväst om huvudstaden Madrid. Mazo ligger 464 meter över havet och antalet invånare är 4 805. Den ligger på ön Isla de La Palma.
Terrängen runt Mazo är varierad. Havet är nära Mazo österut. Närmaste större samhälle är Santa Cruz de la Palma, 8,4 km norr om Mazo. 